# Doris Leuthard
Doris Leuthard (Merenschwand, 10 aprile 1963) è un'avvocata e politica svizzera, membro del Consiglio federale dal 2006 al 2018, Presidente della Confederazione svizzera per gli anni 2010 e 2017.

## Biografia
Doris Leuthard segue le scuole elementari a Merenschwand, le scuole medie a Muri e il liceo a Wohlen, sempre nel Canton Argovia. Compie studi di giurisprudenza all'università di Zurigo e ottiene il brevetto di avvocato nel 1991 nel Canton Argovia, associandosi poi allo studio legale Fricker-Leuthard. Viene parallelamente incaricata di diversi mandati di amministratrice per più società, quali la compagnia elettrica di Laufenburg e la Neue Aargauer Bank.

## Funzioni politiche
Tra 1993 e 2000, è membro del Consiglio scolare di Muri. Nel 1999 viene eletta al Consiglio nazionale. Il 14 giugno 2006, è eletta membro del Consiglio federale per il PPD, con 133 voti su 234 schede valide, al primo giro. Sostituisce così Joseph Deiss. Si tratta del 109º consigliere federale, la 5ª donna a ricoprire tale carica. Doris Leuthard è vicepresidente della Confederazione svizzera nel 2009 e il 2 dicembre 2009 viene eletta dall'Assemblea federale Presidente della Confederazione per il 2010 con 158 voti su 183 schede valide.
Dopo aver diretto il Dipartimento federale dell'economia, dal 1º novembre 2010 dirige il Dipartimento federale dell'ambiente, dei trasporti, dell'energia e delle comunicazioni. Il 27 settembre 2018 annuncia le sue dimissioni come consigliera federale e lascia di fatto il governo svizzero il 31 dicembre 2018. Viene sostituita dalla consigliera nazionale vallesana Viola Amherd.
Una piccola crisi diplomatica si produsse con la Germania nel 2017 quando un cittadino svizzero sospettato di spionaggio per conto del suo governo è stato arrestato. Berlino reagisce credendo "incredibile" che il governo svizzero si sia impegnato in atti di spionaggio contro le autorità tributarie tedesche, indagando poi sugli esuli fiscali in Svizzera, e convoca l'ambasciatore.

## Partito Popolare Democratico
Nel 2001 viene eletta alla vice-presidenza del PPD, e nel 2004 diviene presidente del partito.
Si colloca al centro-destra del partito.